# ترینو اریزکورتا
ترینو اریزکورتا (انگلیسی: Trino Arizcorreta; ۷ اکتبر ۱۹۰۲ – ۲۵ اکتبر ۱۹۶۴) بازیکن فوتبال اهل اسپانیا بود.
از باشگاه‌هایی که در آن بازی کرده‌است می‌توان به باشگاه فوتبال رئال سوسیداد اشاره کرد.
وی همچنین در تیم ملی فوتبال اسپانیا بازی کرده‌است.